# Gran Premio Ciclomotoristico 1959
Il Gran Premio Ciclomotoristico delle Nazioni 1959, già Roma-Napoli-Roma, trentaseiesima edizione della corsa, si svolse dal 29 aprile al 7 maggio 1959 su un percorso di 1790,8 km, suddiviso su 9 tappe (la quinta, la settima e l'ottava suddivise in 2 semitappe). La vittoria fu appannaggio del francese Louison Bobet, che completò il percorso in 50h08'26", precedendo gli italiani Gastone Nencini e Armando Pellegrini.

## Tappe
| Tappa  | Data      | Percorso                   | km     | Vincitore di tappa | Leader cl. generale |
| ------ | --------- | -------------------------- | ------ | ------------------ | ------------------- |
| 1ª     | 29 aprile | Roma > Napoli              | 233,8  | Louison Bobet      | Louison Bobet       |
| 2ª     | 30 aprile | Napoli > Foggia            | 203,2  | Louison Bobet      | Louison Bobet       |
| 3ª     | 1º maggio | Foggia > Taranto           | 233    | Louison Bobet      | Louison Bobet       |
| 4ª     | 2 maggio  | Taranto > Cosenza          | 224,5  | Miguel Poblet      | Louison Bobet       |
| 5ª-1   | 3 maggio  | Nicastro > Reggio Calabria | 170    | Antonino Catalano  | Louison Bobet       |
| 5ª-2   | 3 maggio  | Messina > Lago di Ganzirri | 29,6   | Louison Bobet      | Louison Bobet       |
| 6ª     | 4 maggio  | Messina > Catania          | 129,2  | Gastone Nencini    | Louison Bobet       |
| 7ª-1   | 5 maggio  | Catania > Caltagirone      | 73,5   | Charly Gaul        | Louison Bobet       |
| 7ª-2   | 5 maggio  | Caltagirone > Siracusa     | 126,3  | Pierino Baffi      | Louison Bobet       |
| 8ª-1   | 6 maggio  | Siracusa > Gela            | 151    | Pasquale Fornara   | Louison Bobet       |
| 8ª-2   | 6 maggio  | Gela > Agrigento           | 80,9   | Miguel Poblet      | Louison Bobet       |
| 9ª     | 7 maggio  | Agrigento > Palermo        | 135,8  | Louison Bobet      | Louison Bobet       |
| Totale | Totale    | Totale                     | 1790,8 |                    |                     |

## Dettagli delle tappe

### 1ª tappa
- 29 aprile: Roma > Napoli – 233,8 km

Risultati
| Pos. | Corridore       | Squadra     | Tempo    |
| ---- | --------------- | ----------- | -------- |
| 1    | Louison Bobet   | L. Bobet-BP | 6h59'12" |
| 2    | Gastone Nencini | Carpano     | a 31"    |
| 3    | Charly Gaul     | EMI         | a 37"    |

| Pos. | Corridore     | Squadra     | Tempo |
| ---- | ------------- | ----------- | ----- |
| 1    | Louison Bobet | L. Bobet-BP | ?     |

### 2ª tappa
- 30 aprile: Napoli > Foggia – 203,2 km

Risultati
| Pos. | Corridore          | Squadra     | Tempo    |
| ---- | ------------------ | ----------- | -------- |
| 1    | Louison Bobet      | L. Bobet-BP | 5h20'00" |
| 2    | Jos Hoevenaers     | Faema       | a 1'17"  |
| 3    | Armando Pellegrini | EMI         | a 1'34"  |

| Pos. | Corridore     | Squadra     | Tempo |
| ---- | ------------- | ----------- | ----- |
| 1    | Louison Bobet | L. Bobet-BP | ?     |

### 3ª tappa
- 1º maggio: Foggia > Taranto – 233 km

Risultati
| Pos. | Corridore     | Squadra     | Tempo    |
| ---- | ------------- | ----------- | -------- |
| 1    | Louison Bobet | L. Bobet-BP | 6h32'08" |
| 2    | Bruno Monti   | Atala       | a 22"    |
| 3    | Miguel Poblet | Ignis       | a 26"    |

| Pos. | Corridore     | Squadra     | Tempo |
| ---- | ------------- | ----------- | ----- |
| 1    | Louison Bobet | L. Bobet-BP | ?     |

### 4ª tappa
- 2 maggio: Taranto > Cosenza – 224,5 km

Risultati
| Pos. | Corridore       | Squadra     | Tempo    |
| ---- | --------------- | ----------- | -------- |
| 1    | Miguel Poblet   | Ignis       | 6h32'08" |
| 2    | Louison Bobet   | L. Bobet-BP | a 1"     |
| 3    | Gastone Nencini | Carpano     | a 18"    |

| Pos. | Corridore     | Squadra     | Tempo |
| ---- | ------------- | ----------- | ----- |
| 1    | Louison Bobet | L. Bobet-BP | ?     |

### 5ª tappa, 1ª semitappa
- 3 maggio: Nicastro > Reggio Calabria – 170 km

Risultati
| Pos. | Corridore         | Squadra | Tempo    |
| ---- | ----------------- | ------- | -------- |
| 1    | Antonino Catalano | Bianchi | 4h31'52" |
| 2    | Mario Tosato      | Torpado | a 15"    |
| 3    | Adriano Zamboni   | Torpado | a 1'04"  |

| Pos. | Corridore     | Squadra     | Tempo |
| ---- | ------------- | ----------- | ----- |
| 1    | Louison Bobet | L. Bobet-BP | ?     |

### 5ª tappa, 2ª semitappa
- 3 maggio: Messina > Lago di Ganzirri – 29,6 km

Risultati
| Pos. | Corridore          | Squadra     | Tempo  |
| ---- | ------------------ | ----------- | ------ |
| 1    | Louison Bobet      | L. Bobet-BP | 28'05" |
| 2    | Gastone Nencini    | Carpano     | a 2"   |
| 3    | Armando Pellegrini | EMI         | a 59"  |

| Pos. | Corridore     | Squadra     | Tempo |
| ---- | ------------- | ----------- | ----- |
| 1    | Louison Bobet | L. Bobet-BP | ?     |

### 6ª tappa
- 4 maggio: Messina > Catania – 129,2 km

Risultati
| Pos. | Corridore        | Squadra     | Tempo    |
| ---- | ---------------- | ----------- | -------- |
| 1    | Gastone Nencini  | Carpano     | 3h04'40" |
| 2    | Louison Bobet    | L. Bobet-BP | a 23"    |
| 3    | Alfredo Sabbadin | Mondia      | a 26"    |

| Pos. | Corridore     | Squadra     | Tempo |
| ---- | ------------- | ----------- | ----- |
| 1    | Louison Bobet | L. Bobet-BP | ?     |

### 7ª tappa, 1ª semitappa
- 5 maggio: Catania > Caltagirone – 73,5 km

Risultati
| Pos. | Corridore         | Squadra | Tempo    |
| ---- | ----------------- | ------- | -------- |
| 1    | Charly Gaul       | EMI     | 2h09'07" |
| 2    | Antonino Catalano | Bianchi | a 12"    |
| 3    | Norbert Kerckhove | Faema   | a 24"    |

| Pos. | Corridore     | Squadra     | Tempo |
| ---- | ------------- | ----------- | ----- |
| 1    | Louison Bobet | L. Bobet-BP | ?     |

### 7ª tappa, 2ª semitappa
- 5 maggio: Caltagirone > Siracusa – 126,3 km

Risultati
| Pos. | Corridore     | Squadra     | Tempo    |
| ---- | ------------- | ----------- | -------- |
| 1    | Pierino Baffi | Ignis       | 3h18'28" |
| 2    | Nello Fabbri  | Bianchi     | a 1'51"  |
| 3    | Louison Bobet | L. Bobet-BP | a 6'39"  |

| Pos. | Corridore     | Squadra     | Tempo |
| ---- | ------------- | ----------- | ----- |
| 1    | Louison Bobet | L. Bobet-BP | ?     |

### 8ª tappa, 1ª semitappa
- 6 maggio: Siracusa > Gela – 151 km

Risultati
| Pos. | Corridore         | Squadra | Tempo    |
| ---- | ----------------- | ------- | -------- |
| 1    | Pasquale Fornara  | EMI     | 4h09'47" |
| 2    | Antonino Catalano | Bianchi | s.t.     |
| 3    | Adolf Christian   | Ignis   | s.t.     |

| Pos. | Corridore     | Squadra     | Tempo |
| ---- | ------------- | ----------- | ----- |
| 1    | Louison Bobet | L. Bobet-BP | ?     |

### 8ª tappa, 2ª semitappa
- 6 maggio: Gela > Agrigento – 80,9 km

Risultati
| Pos. | Corridore     | Squadra     | Tempo    |
| ---- | ------------- | ----------- | -------- |
| 1    | Miguel Poblet | Ignis       | 2h25'55" |
| 2    | Cleto Maule   | Carpano     | s.t.     |
| 3    | Louison Bobet | L. Bobet-BP | s.t.     |

| Pos. | Corridore     | Squadra     | Tempo |
| ---- | ------------- | ----------- | ----- |
| 1    | Louison Bobet | L. Bobet-BP | ?     |

### 9ª tappa
- 7 maggio: Agrigento > Palermo – 135,8 km

Risultati
| Pos. | Corridore        | Squadra     | Tempo    |
| ---- | ---------------- | ----------- | -------- |
| 1    | Louison Bobet    | L. Bobet-BP | 3h20'42" |
| 2    | Alfredo Sabbadin | Mondia      | a 36"    |
| 3    | Gastone Nencini  | Carpano     | a 1'15"  |

| Pos. | Corridore          | Squadra    | Tempo     |
| ---- | ------------------ | ---------- | --------- |
| 1    | Louison Bobet      | L. Bobet   | 50h08'26" |
| 2    | Gastone Nencini    | Carpano    | a 7'41"   |
| 3    | Armando Pellegrini | EMI-Guerra | a 10'18"  |

## Classifiche finali

### Classifica generale
| Pos. | Corridore          | Squadra          | Tempo     |
| ---- | ------------------ | ---------------- | --------- |
| 1    | Louison Bobet      | Louison Bobet-BP | 50h08'26" |
| 2    | Gastone Nencini    | Carpano          | a 7'41"   |
| 3    | Armando Pellegrini | EMI-Guerra       | a 10'18"  |
| 4    | Jos Hoevenaers     | Faema-Guerra     | a 11'47"  |
| 5    | Miguel Poblet      | Ignis            | a 14'33"  |
| 6    | Mario Tosato       | Torpado          | a 14'37"  |
| 7    | Alfredo Sabbadin   | Atala-Pirelli    | a 15'32"  |
| 8    | Bruno Monti        | Atala-Pirelli    | a 16'41"  |
| 9    | Joseph Planckaert  | Carpano          | a 18'00"  |
| 10   | Carlo Azzini       | Legnano          | a 19'36"  |